# Андреа Чекон
Андреа Чекон (італ. Andrea Cecon; нар. 18 липня 1970, Джемона-дель-Фріулі, Італія) — італійський лижний двоборець, який виступав з 1992 до 2001 роки. Він також змагався у стрибках з трампліну на Зимових Олімпійських іграх 1994 в Ліллегаммері, посівши восьме місце у командних змаганнях (великий трамплін). Брат Роберто Чекона.

## Досягнення
Найкращим результатом Андреа Чекона в лижному двоборстві було 20-те місце в 15-кілометровому індивідуальному змаганні на Чемпіонаті світу з лижних видів спорту 1999 у Рамзау-ам-Дахштайні (Австрія). Він був восьмим в 15-кілометровій індивідуальній гонці в Норвегії у 1994. Чекон також здобув дві загальнокар'єрні перемоги на різних дистанціях у 1996 і 1998.

## Інші важливі результати
- 1988: 3-є місце, чемпіонат Італії з лижного двоборства
- 1990: 1-е місце, чемпіонат Італії з лижного двоборства
- 1991: 2-е місце, чемпіонат Італії з лижного двоборства
- 1992: 1-е місце, чемпіонат Італії з лижного двоборства
- 1993: 2-е місце, чемпіонат Італії з лижного двоборства
- 1994: 1-е місце, чемпіонат Італії з лижного двоборства
- 1995: 2-е місце, чемпіонат Італії з лижного двоборства
- 1997: 3-є місце, чемпіонат Італії з лижного двоборства
- 1998: 1-е місце, чемпіонат Італії з лижного двоборства
- 1999: 2-е місце, чемпіонат Італії з лижного двоборства
- 2000: 2-е місце, чемпіонат Італії з лижного двоборства